# Orthonyx de Spalding
Orthonyx spaldingii
Espèce
Statut de conservation UICN

 LC  : Préoccupation mineure
L'Orthonyx de Spalding (Orthonyx spaldingii) est une espèce de passereaux de la famille des Orthonychidae endémique d'Australie.

## Liste des sous-espèces
Selon BioLib (18 juin 2018) :
- sous-espèce Orthonyx spaldingii melasmenus Schodde & Mason, 1999
- sous-espèce Orthonyx spaldingii spaldingii Ramsay, 1868